# 시크릿 레터
《시크릿 레터》(이탈리아어: La corrispondenza)는 2017년 개봉한 이탈리아의 드라마 영화이다.

## 줄거리
에드(제레미 아이언스 분)는 세계 각국을 돌며 우주와 별에 대해 강연을 여는 저명한 교수이다. 그는 사랑하는 오랜 연인 에이미(올가 쿠릴렌코 분)에게 언제나 화상 통화와 편지로 애틋한 사랑을 전한다.
어느날 에이미는 갑작스레 에드의 사망 소식을 듣게 되지만 어떻게 된 일인지 그 후에도 여느 때처럼 에드의 편지들이 도착한다. 이에 에이미는 혼란스러워 한다.

## 출연진
- 제레미 아이언스 - 에드 역
- 올가 쿠릴렌코 - 에이미 역
- 슈어나 맥도널드 - 빅토리아 역
- 제임스 워렌 - 릭 역
- 오스카 샌더스 - 니콜라스 역
- 안나 사브바 - 안젤라 역
- 이안 케언스 - 조지 역
- 폴 리들리 - 소비에스키 역
- 사이먼 미콕 - 예술가 역
- 대런 휘트필드 - 관리인 역
- 제임스 블루어 - 소년 역

### 단역
- 제리 콰르텡
- 플로리안 슈웨인바허
- 로드 글렌
- 스튜어트 애덤스